# Lipovany
Lipovany (em húngaro: Romhánypuszta) é um município da Eslováquia, situado no distrito de Lučenec, na região de Banská Bystrica. Tem 10,34 km² de área e sua população em 2018 foi estimada em 247 habitantes.

## Demografia
| Ano:        | 1994 | 2004    | 2014   | 2024 |
| ----------- | ---- | ------- | ------ | ---- |
| Broj ljudi: | 329  | 286     | 260    | 234  |
| Razlika:    |      | -13,06% | -9,09% | -10% |

| Ano:               | 2023 | 2024   |
| ------------------ | ---- | ------ |
| Número de pessoas: | 230  | 234    |
| Diferença:         |      | +1,73% |